# Johannes Poulsen (politiker)
 Denne artikel omhandler politikeren Johannes Poulsen. Opslagsordet har også en anden betydning, se Johannes Poulsen.
Johannes Poulsen (oftest kaldet Johs. Poulsen; født 2. november 1955) er en dansk politiker og tidligere folketingsmedlem for Radikale Venstre.
Hos de radikale har han varetaget en lang række ordførerskaber, bl.a. for kommunalområdet, klima- og energiområdet samt natur -og trafikområdet. Han var desuden næstformand for det energipolitiske udvalg.
Han er i sin tid uddannet lærer fra Herning Seminarium (1976-1980), med fagene historie og samfundsfag.
Han blev indvalgt i Folketinget den 8. februar 2005. Det betyder, at han er en af de politikere, som kom i Folketinget, da de radikale fik stor fremgang og steg fra 9 til 17 mandater. Han genvalgtes trods den efterfølgende nedgang i 2007, hvor de radikale faldt fra 17 til 9 mandater. Ved valget i 2011 genopstillede Johs. Poulsen ikke, da han i stedet ønskede at prioritere arbejdet som byrådsmedlem i Herning, hvor han i en årrække har været formand for Kultur og Fritidsudvalget. Han har siddet uafbrudt i Herning Byråd siden januar 1982, først for Socialistisk Folkeparti og fra 1996 for Radikale Venstre.
Hans var medlem af KL's bestyrelse fra 1985 til 2002. I 2025 meddelte han, at han ikke genopstiller ved kommunalvalget samme år.
Johs. Poulsen er formand for Idrættens Analyseinstitut. Næstformand i HEART (Herning Museum of Contemperary Art), Næstformand i Carl-Henning Pedersen og Else Alfelt´s Museum, Bestyrelsesmedlem i Fonden Århus 2017, Næstformand i Midtjysk Skole- og Kulturfond,bestyrelsesmedlem i Væksthus Midtjylland.